# Git Gay

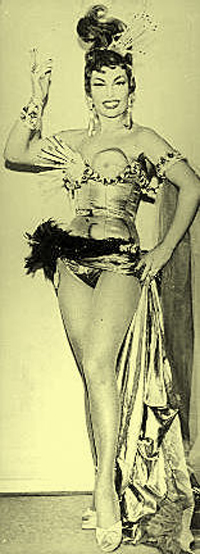
Git Gay, 1960.

Git Gay, egentligen Birgit Carp, född Holmberg den 13 juli 1921 i Karlshamns församling, död 1 juli 2007 i Malmö, var en svensk revyartist, skådespelare och sångerska. 

## Biografi
Birgit Holmbergs föräldrar ville, att dottern skulle bli konsertpianist, och hon fick en gedigen utbildning på Musikkonservatoriet i Malmö.
Hon debuterade 1947 som primadonna i revymakaren Sigge Hommerbergs sommarrevyer på Victoriateatern i Malmö. Året därpå medverkade hon i revyn Klart Grönan på Gröna Lund i Stockholm. År 1949 blev hon engagerad av Karl Gerhard i revyn Där de stora torskarna gå på Cirkus i Göteborg, och till nyårsrevyn samma år gav Karl Gerhard henne artistnamnet Git Gay.
Tillsammans med Åke Söderblom dansade hon och sjöng i Ge mig en lektion i kärlek, en föreställning som gick för utsålda hus i tre år. Revyer, filmer och varietéer följde slag i slag. Hon spelade hos Nils Poppe och Albert Gaubier på Södran i Malmö, och hos Hagge Geigert i Uddevalla.
År 1960 gjorde hon Git Gay Show på Lorensberg i Göteborg med de kvinnliga dansarna "Gits Gayshor"; den första restaurangshowen i Sverige. Git Gay åkte till Las Vegas för att hämta inspiration, och till Paris för att köpa tyger. Hon svarade både för regi, koreografi och kostymer. Det blev 20 shower på Lorensbergsteatern och flera av dem spelades även på Hamburger Börs i Stockholm. Bland hennes manliga medspelare märktes bland andra Bert-Åke Varg, Sten-Åke Cederhök, Curt Borkman och Fred Åkerström.
I början av 1990-talet var Git Gay programledare för en underhållningsserie från Liseberg kallad Välkommen till Göteborg, som sändes i SVT. Hon gjorde sitt sista framträdande på Liseberg 1991.

## Familj och eftermäle
Git Gay var gift tre gånger, 1945–1948 med Arne Hildén (1918–2007), 1948–1953 med Stig Svanberg (1914–2008)  och från 1953 med affärsmannen Lennart Carp (1918–1991), son till Carl Carp och Sigrid Nylöf. Hennes enda barn var dottern Camilla Carp (1955–1983).
Den 2 juli 2007 hittades Git Gay död i sin lägenhet i Malmö. Begravningsgudstjänst med över 150 personer hölls i S:t Petri kyrka i Malmö den 17 juli 2007. Gudstjänsten avslutades med hennes egen inspelning av "My Way". Efteråt hölls en minnesstund på Luftkastellet för hennes närmsta släkt och vänner. Gravsättning skedde i Engelbrektskyrkans kolumbarium i Stockholm där maken Lennart Carp och deras dotter Camilla är begravda.
Efter Git Gays död bildades Stiftelsen Git Gays Artistfond, som årligen delar ut Git Gay-stipendiet i Malmö. Prissumman är 100 000 kronor. Birgitta Rydberg blev första pristagaren följd av Lars-Åke Wilhelmsson, Lill-Babs, Rennie Mirro, Karl Dyall, Björn Skifs, Kim Sulocki, Eva Rydberg och Jan Malmsjö.

## Filmografi i urval
- 1949 – Lattjo med Boccaccio
- 1951 – Spöke på semester
- 1951 – 91 Karlssons bravader
- 1951 – Det var en gång en sjöman
- 1952 – Blondie, Biffen och Bananen
- 1952 – 69:an, sergeanten och jag
- 1954 – Skrattbomben
- 1955 – Kvinnodröm
- 1957 – Far till sol och vår
- 1958 – Flottans överman
- 1959 – Bara en kypare
- 1959 – Lejon på stan
- 1961 – Oss atomforskere imellom
- 1965 – Salta gubbar och sextanter
- 1965 – För tapperhet i tält
- 1968 – Pappa varför är du arg - du gjorde likadant själv när du var ung
- 1989 – Vildanden
- 1995 – Sjukan (TV-serie)

## Teater

### Roller (ej komplett)
| År   | Roll        | Produktion                                                                             | Regi          | Teater        |
| ---- | ----------- | -------------------------------------------------------------------------------------- | ------------- | ------------- |
| 1948 |             | Kiki Hans Myller                                                                       |               | Hippodromen   |
| 1950 | Medverkande | Komik på liten gata, revy Nils Perne och Sven Paddock                                  | Sven Paddock  | Scalateatern  |
| 1956 | Medverkande | Stig Lommers sommarrevy 1956, Stig Lommer                                              | Stig Lommer   | Idéonteatern  |
| 1957 | Medverkande | Kråkslottet, revy Karl Gerhard                                                         | Hasse Ekman   | Idéonteatern  |
| 1960 | Medverkande | Hagge Geigerts Visby-revy: Ett spel om den väg som till ruinen bär, revy Hagge Geigert | Hagge Geigert | Borgen, Visby |